# Jakub Honigsman
Jakub Honigsman, ukr. Яків Самійлович Хонігсман (ur. 29 grudnia 1922 w Lublinie, zm. 8 października 2008 we Lwowie) – żydowski ekonomista, badacz historii Galicji Wschodniej oraz dziejów społeczności żydowskiej na Zachodniej Ukrainie.

## Życiorys
W dzieciństwie uczęszczał do chederu przy jednej z lubelskich synagog, Jesziwy Mędrców Lublina, kierowanej przez doktora Mejera Szapiro oraz do polskiej szkoły powszechnej w Lublinie. W 1937 zatrudnił się w zakładzie kuśnierskim, a naukę kontynuował w trybie wieczorowym. W 1939 wraz z wycofującą się z Lublina Armią Czerwoną ewakuował się do Związku Radzieckiego, gdzie pracował w kołchozie „Majak” na Mohylewszczyźnie oraz w szwalni przy rozładunku sukna w Mohylewie. W grudniu 1939 podjął naukę w Mohylewskim Instytucie Pedagogicznym, którą zakończył z powodzeniem w czerwcu 1941. W czerwcu 1941 zmobilizowany do Armii Czerwonej. Ustępując przed natarciem niemieckim udał się do Czystopola w Tatarstanie, a później do Kujbyszewa, gdzie podjął naukę w lokalnym Instytucie Pedagogicznym. W lipcu 1942 ponownie otrzymał powołanie do Armii Czerwonej, gdzie służył w uzbeckim mieście Kagana. Oddział, w którym się znalazł, zajął się badaniami geologicznymi na pustyni Kara-kum. Później przez dwa lata pracował w jednej z moskiewskich bibliotek, gdzie tłumaczył materiały naukowe związane z geologią. 
W 1944 znalazł się w Kijowie, gdzie podjął studia na lokalnym Uniwersytecie. W 1945 przez krótki czas pracował w polsko-radzieckiej komisji ds. „repatriacji” byłych obywateli II RP. W czerwcu uzyskał stopień magistra na kijowskiej uczelni. 
W 1945 znalazł zatrudnienie w lwowskiej filii Biblioteki Nauk Ukraińskiej SRR (dawne Ossolineum) – w jej Wydziale Judaistyki. Był asystentem w Katedrze Marksizmu-Leninizmu w Instytucie Pedagogicznym we Lwowie. Zwolniony za poglądy niezgodne z linią partii podjął pracę w Państwowym Archiwum Lwowskim MSW Ukraińskiej SRR. Pracował również w jednej ze szkół obwodu lwowskiego ucząc historii i języka niemieckiego, prowadził również kursy wieczorowe we Lwowie. 
W lipcu 1960 uzyskał stopień kandydata nauk ekonomicznych w Instytucie Historii Gospodarki Ludowej im. Plechanowa w Moskwie za pracę poświęconą kapitałowi obcemu w przemyśle naftowym Galicji końca XIX wieku (ukazała się drukiem w 1958). W 1961 objął posadę starszego wykładowcy w Instytucie Pedagogicznym w Drohobyczu. 
W 1972 uzyskał stopień doktora nauk ekonomicznych oraz prawnych. W 1974 zatrudnił się w Instytucie Finansowo-Ekonomicznym w Tarnopolu, a od 1976 aż do emerytury wykładał na Katedrze Ekonomii Politycznej Uniwersytetu Lwowskiego. Od 1979 legitymował się tytułem profesorskim. 
Był autorem licznych publikacji poświęconych historii Galicji Wschodniej ze szczególnym uwzględnieniem spraw gospodarczych. Zajmował się naukowo historią społeczności żydowskiej na Zachodniej Ukrainie. Publikował w „Biuletynie Żydowskiego Instytutu Historycznego” oraz „Słowie Żydowskim”. W 1993 ukazała się jego książka w języku rosyjskim poświęcona zagładzie lwowskiej społeczności żydowskiej podczas Holocaustu, przetłumaczona później na języki ukraiński, angielski i polski. Po 1991 działał w organizacjach żydowskich tj. Towarzystwo im. Szolema Alejchema i B’nai B’rith. 
Zmarł we Lwowie na jesieni 2008. Został pochowany na cmentarzu żydowskim przy ul. Janowskiej.

## Publikacje
- Хонигсман Я. Благотворительность евреев Восточной Галиции – К., Інститут юдаїки, 2002. – 86 с. ISBN 966-7273-25-3